# Štoky
Štoky (in tedesco Stecken) è un comune mercato della Repubblica Ceca facente parte del distretto di Havlíčkův Brod, nella regione di Vysočina.